# Fort Davis (Texas)
Fort Davis es un lugar designado por el censo ubicado en el condado de Jeff Davis en el estado estadounidense de Texas. En el Censo de 2010 tenía una población de 1.201 habitantes y una densidad poblacional de 45,98 personas por km².

## Historia
Fort Davis, situado al pie de las Davis Mountains, fue fundado  a petición del Ministerio de Guerra de los Estados Unidos con el fin de que asegurara la carretera del Suroeste hacia California. Fue  establecido por orden del Ministro de Guerra Jefferson Davis, en 1854. No lejos de una pequeña colonia, conocida bajo el nombre de Chihuahua, que entonces existía. El fuerte se construyó sobre el lugar de emplazamiento de un antiguo pueblo indio, que se dio de baja a los exploradores europeos nombraron como "Painted Comanche Camp". El fuerte fue abandonado en 1891, actualmente está incluido en la lista de los National Historic Landmarks.

## Demografía
Según el censo de 2010, había 1.201 personas residiendo en Fort Davis. La densidad de población era de 45,98 hab./km². De los 1.201 habitantes, Fort Davis estaba compuesto por el 88.68% blancos, el 0.92% eran afroamericanos, el 0.75% eran amerindios, el 0% eran asiáticos, el 0% eran isleños del Pacífico, el 7.83% eran de otras razas y el 1.83% pertenecían a dos o más razas. Del total de la población el 47.88% eran hispanos o latinos de cualquier raza.

## Puntos de interés
- Jardín Botánico y Centro de la Naturaleza del Desierto de Chihuahua en el Chihuahuan Desert Research Institute

- Fort Davis National Historic Site está ubicado en Fort Davis
- La antena de Fort Davis, que es una de las 10 que incluye el "Very Long Baseline Array" (traducible por la red de la muy larga línea básica).

## Educación
Fort Davis está administrado por el Distrito Escolar Independiente de Fort Davis.
- La Escuela Elemental Dirks-Anderson
- Fort Davis High School